# Shandong Nanshan Aluminium
Shandong Nanshan Aluminium Company Limited («Шаньдун Наньшань Алюминиум») — китайская металлургическая компания, крупный производитель алюминиевой продукции (в том числе глинозёма, электролитического алюминия, горячего и холодного проката, алюминиевых слитков, сплавов, профилей и фольги). Также компания управляет угольными и солнечными электростанциями. Штаб-квартира расположена в Лункоу (округ Яньтай провинции Шаньдун). 

## История
Основана в 1993 году как Shandong Nanshan Industrial Co. Ltd., в марте 2006 года сменила название на Shandong Nanshan Aluminium Co. Ltd.
В ноябре 2022 года Shandong Nanshan Aluminium запустила в специальной экономической зоне Галанг-Батанг на острове Бинтан (Индонезия) завод по производству глинозема мощностью 2 миллиона тонн в год и угольную электростанцию. Этот завод перерабатывает бокситы, добытые на острове Калимантан, и экспортирует продукцию в Малайзию и Китай.

## Деятельность
Shandong Nanshan Aluminium производит алюминиевые слитки, сплавы, профили и фольгу для авиационной, автомобильной, железнодорожной, судостроительной, пищевой, табачной, фармацевтической, мебельной и строительной промышленности; среди крупнейших клиентов компании — международные корпорации Airbus, Boeing и Tesla.
По итогам 2022 года основные продажи пришлись на холодный прокат (61,8 %), алюминиевый профиль (13,7 %), глинозёмный порошок (10,4 %), алюминиевую фольгу (5 %), слитки алюминиевых сплавов (4,3 %) и горячий прокат (1,8 %). Более 53 % продаж пришлись на зарубежные рынки, остальное — на рынок материкового Китая.

### Структура
В состав Shandong Nanshan Aluminium входит несколько дочерних структур: 
- Longkou Donghai Alumina Co. Ltd. (Лункоу) — глинозём.
- Longkou Nanshan Aluminum Rolling New Material Co. Ltd. (Лункоу) — горячий прокат, в том числе алюминиевые листы и полосы.
- Yantai Donghai Aluminium Foil Co. Ltd. (Лункоу) — алюминиевая фольга и сплавы.
- Nanshan Group Singapore Co. (Сингапур) — торговля алюминием и инвестиции[10].

## Акционеры
Основными акционерами Shandong Nanshan Aluminium являются комитет посёлка Наньшань уезда Лункоу (44,12 %), China Securities Finance (4,93 %) и E Fund Management (3,33 %).